# Peter Coffin (évêque)
Peter Robert Coffin est un évêque anglican canadien. Il est évêque du diocèse d'Ottawa de 1999 à 2007. Il est aussi l'ordinaire anglican des Forces armées canadiennes de 2004 à 2016.

## Biographie
En 1971, Peter Robert Coffin est ordonné prêtre. Il est d'abord assistant curé à Ottawa en Ontario. Par la suite, il enseigne la théologie biblique à Sarawak en Malaisie. À son retour au Canada, il travaille au sein de différentes paroisses dans l'Ouest du Québec et dans la région d'Ottawa.
En 1999, il est ordonné évêque et devient le huitième évêque du diocèse d'Ottawa. Il occupe cette fonction jusqu'en 2007. En 2004, il est nommé ordinaire anglican des Forces armées canadiennes et occupe cette fonction jusqu'en 2016.

## Controverse
En 2006, Peter Coffin a permis au révérend Linda Privitera, un prêtre américain dans un mariage homosexuel, à travailler à Ottawa. Ceci a causé une controverse au sein du diocèse d'Ottawa à cause du débat en cours sur le mariage homosexuel au sein de l'Église anglicane du Canada. Un groupe de sept prêtres ont écrit une lettre ouverte condamnant cette décision.